# Charles Dissels
Charles Dissels est un footballeur néerlandais né le 21 décembre 1984 à Amsterdam. Son père est d'origine surinamienne et sa mère d'origine indonésienne (Moluques).

## Palmarès
Néant